# ریور بند (کارولینای شمالی)
ریور بند (به انگلیسی: River Bend) شهری در ایالت کارولینای شمالی کشور ایالات متحده آمریکا است که جمعیت آن در سرشماری سال ۲۰۱۰ میلادی، ۳٬۱۱۹ نفر بوده‌است.